# Bernard Francis Law
Bernard Francis Law (4. listopadu 1931 v Torreónu v Mexiku – 20. prosince 2017) byl americký katolický duchovní, kardinál.

## Životopis
Lawův otec pobýval jako plukovník letectva v Mexiku. Bernard Law studoval na Harvardu dějiny středověku, posléze v semináři sv. Josefa v Los Angeles a koleji Josephinum ve Worthingtonu (stát Ohio). Na kněze byl vysvěcen 21. května 1961 a byl přidělen do diecéze Natchez-Jackson, kde byl šéfredaktorem diecézních novin a zabýval se ekonomickými záležitostmi diecézní kurie. V prosinci 1968 obdržel čestný titul monsignore.
Biskupem Spingfiels-Cape Girardeau byl jmenován 22. října 1973, biskupské svěcení přijal 5. prosince 1973 z rukou svého dosavadního nadřízeného, biskupa diecéze Natchez-Jackson Josepha Bernarda Bruniniho. V lednu 1984 byl jmenován arcibiskupem v Bostonu. Papež Jan Pavel II. jej 25. května 1985 jmenoval kardinálem-knězem a jeho titulárním kostelem se stal kostel S. Susanna.
Kardinál Law se účastnil zasedání biskupských synod ve Vatikánu, v jejich rámci i synodu věnovanému církvi v Americe (listopad-prosinec 1997). Reprezentoval papeže jako jeho zvláštní vyslanec mj. na eucharistickém kongresu zemí Karibiku v Port of Spain (Trinidad a Tobago v dubnu 1997).
Jako arcibiskup bostonské arcidiecéze působil do 13. prosince 2002. Byl však obviněn z krytí pohlavního zneužívání dětí kněžími v této diecézi, čímž kromě ztráty mravního kreditu církve USA zapříčinil finanční krizi diecéze. Byl nadřízeným Paula Shanleyho a Johna Geoghana, dvou kněží obviněných z pohlavního zneužívání dětí.
Pod tlakem veřejného mínění se Law v prosinci 2002 vzdal řízení arcidiecéze, působil pak jako kaplan ženského kláštera v Clintonu (stát Maryland). V květnu 2004 byl papežem Janem Pavlem II. jmenován arciknězem patriarchální baziliky Santa Maria Maggiore v Římě. V této pozici působil do listopadu 2011, kdy odstoupil po dovršení osmdesátého roku života.